# سیانتار تاپ
سیانتار تاپ (انگلیسی: Siantar Top) شرکت صنایع غذایی اندونزیایی است، که در سال ۱۹۷۲ تأسیس شد. سینتارتاپ توسط شیندوسومیدو (به انگلیسی Shindo Sumidomo)با نام دیگر هِنگ هوک سویی (Heng Hok Soe) یک تاجر اهل پماتنگ سیانتر از استان سوماترای شمالی بنیان‌گذاری شد. نام شرکت نیز از نام این شهر گرفته شده است.